# Danilo Della Valle
Danilo Della Valle (ur. 1 lutego 1983 w Kapui) – włoski polityk, deputowany do Parlamentu Europejskiego X kadencji.

## Życiorys
Absolwent nauk politycznych na Seconda Università degli Studi di Napoli. Zajął się działalnością publicystyczną i blogerską. Dołączył do Ruchu Pięciu Gwiazd, był współpracownikiem parlamentarzystów tej partii. W wyborach w 2024 uzyskał mandat posła do Europarlamentu X kadencji.